# Rotation (Physik)
Rotation, auch Rotationsbewegung, Drehung, Drehbewegung oder Gyralbewegung, ist in der klassischen Physik eine Bewegung eines Körpers um eine Rotationsachse. Der Begriff Rotation wird sowohl für eine einmalige Drehung um einen bestimmten Winkel gebraucht als auch für eine fortlaufende Bewegung mit einer bestimmten Winkelgeschwindigkeit. Die Rotationsachse kann, muss aber nicht durch den Massenmittelpunkt des Körpers gehen. Wenn die Rotationsachse durch den Masseschwerpunkt des Körpers verläuft, nennt man sie auch Eigenrotation. Ein weiterer Spezialfall der Rotation eines Körpers ist die gleichmäßige Kreisbewegung.
Der Begriff gehört in der Physik zu den Teilgebieten Mechanik und Kinematik. In der Astronomie tritt er unter anderem im Zusammenhang mit den Veränderungen der Erdrotation und den Bewegungen von anderen Objekten wie von Sternen bis hin zu Galaxien auf. Anwendungen aus dem Alltag und Beispiele, die oft zur anschaulichen Erklärung der mit der Rotation verbundenen Erscheinungen genutzt werden, sind der Kreisel und das Karussell.
Bei der Rotation bleiben alle Punkte der Rotationsachse an ihrem Ort (Fixpunkte), während alle anderen Punkte sich in festem Abstand von der Achse auf einem senkrecht zur Achse liegenden Kreis um denselben Winkel bzw. mit derselben Winkelgeschwindigkeit um sie herum bewegen. Daher bleiben auch die Längen der Verbindungslinien je zweier Punkte des Objekts und die Winkel dazwischen gleich.

Rotierende Ringe

## Parameter der Rotation
Eine endliche Rotation ist eindeutig durch die Angabe eines Fixpunkts und eines Vektors charakterisiert, der parallel zur Rotationsachse liegt und durch seine Länge den Drehwinkel angibt. Im Falle einer fortschreitenden Rotationsbewegung ist dieser Vektor die Winkelgeschwindigkeit. Die Rotation um einen bestimmten Punkt eines festgehaltenen Bezugssystems kann daher durch die drei Komponenten des zugehörigen Vektors beschrieben werden. Eine andere Möglichkeit ist die Angabe der drei Eulerwinkel.

## Vergleich mit der Translationsbewegung
Die folgende Tabelle vergleicht die charakteristischen Größen und die Bewegungsgleichungen bei einer Translationsbewegung mit jenen bei einer Rotationsbewegung. Aufgrund der Analogien lässt sich jeder Satz über die Translation durch Ersetzen der entsprechenden Größen in einen Satz über die Rotation umwandeln.
| Translationsbewegung | Rotationsbewegung |
| --- | --- |
| Ortsvektor: {\displaystyle {\vec {r}}}                                                                                                | Drehwinkel {\displaystyle \varphi } bzw. Drehmatrix: {\displaystyle A} |
| Geschwindigkeit: {\displaystyle {\vec {v}}={\dot {\vec {r}}}} (1)                                                                     | Winkelgeschwindigkeit: {\displaystyle {\vec {\omega }}={\dot {\psi }}{\vec {\mathbf {u} }}_{1}+{\dot {\theta }}{\vec {\mathbf {u} }}_{2}+{\dot {\phi }}{\vec {\mathbf {u} }}_{3}} (3) |
| Beschleunigung: {\displaystyle {\vec {a}}={\dot {\vec {v}}}={\ddot {\vec {r}}}}                                                       | Winkelbeschleunigung: {\displaystyle {\vec {\alpha }}={\dot {\vec {\omega }}}} |
| Masse: {\displaystyle \ m} (Skalar)                                                                                                   | Trägheitstensor: {\displaystyle \mathbf {\Theta } } (Tensor zweiter Stufe, in Sonderfällen Skalar {\displaystyle I}) (2)                                                              |
| Kraft: {\displaystyle {\vec {F}}=m\,{\vec {a}}}                                                                                       | Drehmoment: {\displaystyle {\vec {M}}={\vec {r}}\times {\vec {F}}} |
| Impuls: {\displaystyle {\vec {p}}=m\,{\vec {v}}}                                                                                      | Drehimpuls (2): {\displaystyle {\vec {L}}=\mathbf {\Theta } {\vec {\omega }}} |
| Antrieb (linear) / Kraftstoß: {\displaystyle \Delta {\vec {p}}=\int {\vec {F}}\mathrm {d} t}                                          | Antrieb (Rotation) / Drehstoß: {\displaystyle \Delta {\vec {L}}=\int {\vec {M}}\mathrm {dt} }                                                                                         |
| Kinetische Energie: {\displaystyle E_{\mathrm {kin} }={\frac {1}{2}}m\,{\vec {v}}^{2}\equiv {\frac {1}{2}}{\vec {v}}\cdot {\vec {p}}} | Rotationsenergie: {\displaystyle E_{\mathrm {rot} }={\frac {1}{2}}{\vec {\omega }}\cdot \mathbf {\Theta } {\vec {\omega }}}                                                           |
| Arbeit: {\displaystyle W=\int {\vec {F}}\cdot \mathrm {d} {\vec {s}}=\int {\vec {F}}\cdot {\vec {v}}\ \mathrm {d} t}                  | Arbeit bei Drehbewegung (Dreharbeit): {\displaystyle W=\int {\vec {M}}\cdot \mathrm {d} {\vec {\varphi }}=\int {\vec {M}}\cdot {\vec {\omega }}\ \mathrm {d} t}                       |
| Leistung: {\displaystyle P={\dot {W}}={\vec {F}}\cdot {\frac {\mathrm {d} {\vec {s}}}{\mathrm {d} t}}={\vec {F}}\cdot {\vec {v}}}     | Leistung bei Drehbewegung (Drehleistung): {\displaystyle P={\dot {W}}={\vec {M}}\cdot {\vec {\omega }}}                                                                               |
| Bewegungsgleichungen | |
| Allgemein: Kraft ist mit Impulsänderung verknüpft (Impulssatz): {\displaystyle {\dot {\vec {p}}}={\vec {F}}}                          | Allgemein: Drehmoment ist mit Drehimpulsänderung verknüpft (Drallsatz): {\displaystyle {\dot {\vec {L}}}={\vec {M}}}                                                                  |
| Im Falle konstanter Masse {\displaystyle m} (Zweites newtonsches Axiom): {\displaystyle m\,{\vec {a}}={\vec {F}}}                     | Im Falle konstanten Trägheitsmoments {\displaystyle I}: (2) {\displaystyle I{\vec {\alpha }}={\vec {M}}}                                                                              |

## Rotation starrer Körper
Um die Orientierung eines starren Körpers im Raum eindeutig zu beschreiben, sind drei skalare (Winkel-)Angaben notwendig. Zwei davon geben nur die Richtung seiner Rotationsachse an, die dritte, wie weit der Körper um diese Achse gedreht wurde.
Bei der Rotationsbewegung eines starren Körpes gibt es bei freier Drehbewegung mindestens zwei stabile Drehachsen (Moment-freie Achse) durch den Massenmittelpunkt: die Hauptträgheitsachse mit dem kleinsten oder dem größten Trägheitsmoment ist stabil. Sind alle drei Hauptträgheitsmomente verschieden, ist die Rotation um die Hauptträgheitsachse mit dem mittleren Hauptträgheitsmoment in einem labilen Zustand, weil kleinste Störungen zu starken Torkelbewegungen führen (siehe z. B. Dschanibekow-Effekt).
Versucht man, einen starren Körper um eine andere Achse rotieren zu lassen als eine seiner Hauptträgheitsachsen, so entstehen Momente, die ihn dazu bringen wollen, seine momentane Rotationsachse zu verändern. Wird die Achse nicht durch Lager, die Drehmomente auf sie ausüben, festgehalten, gerät der Körper ins Taumeln.
Bei einer kräftefreien freien Rotation bleibt der Drehimpuls erhalten, der im Allgemeinen nicht  kollinear mit der Winkelgeschwindigkeit ist. Somit ändert sich dann laufend die Drehachse, was umgangssprachlich als „Torkeln“ oder „Eiern“ bezeichnet wird, technisch und wissenschaftlich – je nach Art der Achsenbewegung – als Taumeln der Rotationsachse oder als sekundärer Achsfehler, Präzession oder Nutation.
Unabhängig von anderen Einflüssen ist jeder Kreisel quasi-integrabel, bei dem entweder sehr wenig oder sehr viel Energie (im Vergleich zur potentiellen Energiedifferenz zwischen unterem und oberem Totpunkt) in der Rotation steckt. Die chaotischsten Bewegungen bei den nicht integrablen Typen treten unabhängig von der Form dann auf, wenn die kinetische Energie des Kreisels gerade ausreicht, den oberen Totpunkt zu erreichen. Die genauere Behandlung erfolgt mit Hilfe der eulerschen Kreiselgleichungen, für nähere Erklärungen siehe den Hauptartikel oder dort.
In den folgenden Spezialfällen lassen sich die eulerschen Kreiselgleichungen analytisch lösen. Die Trajektorien des Systems, insbesondere die Winkelgeschwindigkeiten, haben hier einen periodischen Verlauf.

### Fall von Euler
Der Fall von Euler beschreibt einen Kreisel, der genau in seinem Schwerpunkt aufgehängt ist. Unabhängig von der Form des Kreisels ist der Fall integrabel, da es mehr Erhaltungsgrößen als Freiheitsgrade gibt: die Energie und die Drehimpulse bezüglich aller drei Raumrichtungen im Inertialsystem.
Ist die Masse des rotierenden Körpers rings um die Drehungsachse symmetrisch verteilt, so wirken auf die Achse keinerlei aus der Rotation entspringende Kräfte, da ja die Schwungkraft (Zentrifugalkraft) eines jeden Massenteilchens durch eine gleiche und entgegengesetzte aufgehoben wird; eine solche Achse wird eine freie Achse oder Hauptträgheitsachse genannt. Erfolgt die Drehung jedoch nicht um eine freie Achse, dann entstehen – auch im symmetrischen Körper – Momente von Zentrifugalkräften die im  dynamischen Gleichgewicht mit Momenten der  Euler-Kräfte sind, die Ausdruck der Bewegung der Drehachse sind.
Der eulersche Kreisel findet z. B. in Kreiselkompassen und gyroskopischen Steuersystemen technische Anwendung.

### Fall von Lagrange
Im Fall von Lagrange wird die Übereinstimmung der Trägheitsmomente bezüglich zweier Hauptachsen angenommen. Dies wird beispielsweise von radialsymmetrischen Körpern erfüllt. In diesem Fall gibt es drei physikalische Erhaltungsgrößen: die Energie, den Gesamtdrehimpuls und den Drehimpuls bezüglich der z-Achse (in Richtung des Kraftfeldes). Relativ zum rotierenden Körper ändert sich laufend die Richtung des Kraftfeldes, aber der Richtungsvektor hat immer dieselbe Länge: Dies definiert eine vierte, rein geometrische Erhaltungsgröße, die bei der Beschreibung der Bewegung im Kraftfeld auftritt.
Da jedes um eine freie Achse rotierende Massenteilchen der Trägheit folgend in seiner zur Achse senkrechten Drehungsebene zu verharren strebt, muss auch die freie Achse selbst die Tendenz zeigen, ihre Richtung im Raum zu bewahren und wird so einer Kraft, die sie aus dieser Richtung bringen will, einen umso größeren Widerstand entgegensetzen, je größer das Trägheitsmoment und die Winkelgeschwindigkeit des rotierenden Körpers sind. Daher kommt es, dass ein hinlänglich rasch rotierender Kreisel nicht umfällt, selbst wenn seine Achse schief steht, wie auch Räder, Münzen etc. nicht umfallen, wenn man sie auf ihrem Rand rollen oder um den vertikalen Durchmesser „tanzen“ lässt.
Die Wirkung der störenden Kraft auf den Kreisel äußert sich vielmehr dadurch, dass dessen Achse in einer zur Richtung der störenden Kraft senkrechten Richtung ausweicht und in langsamer Bewegung die Oberfläche eines Kegels beschreibt, ohne dass die Achse ihre Neigung gegen die horizontale Ebene ändert. Diese Bewegung wird als  Nutation bezeichnet.
Der Fall von Lagrange wird durch einen typischen Spielzeugkreisel realisiert, wenn man dessen Aufsetzpunkt am Boden fixiert. Auch die Räder von Fahrrädern und Motorrädern verhalten sich wie Kreisel im Schwerefeld und dienen neben der Spurführung des Fahrzeugs durch ihr Bestreben, den Drehimpuls dem Moment der Gewichtskraft anzugleichen, zur Stabilisierung des Fahrzeugs. Siehe hierzu auch: Fahrradfahren.

### Fall von Kowalewskaja
Der Kowalewskaja-Kreisel, benannt nach Sofja Kowalewskaja, hat bezüglich zweier seiner Hauptachsen gleiche Trägheitsmomente und ein genau halb so großes bezüglich der dritten Hauptachse. Die physikalischen Erhaltungsgrößen sind die Energie, der Gesamtdrehimpuls und ein komplexer mathematischer Ausdruck, für den es keine allgemeinverständliche Entsprechung gibt.

### Fall von Goryachew-Chaplygin
Der Fall von Dmitri Nikanorowitsch Gorjatschew (Goryachev) und Tschaplygin (Chaplygin) ist eine Abwandlung des Kowalewskaja-Falles, der statt halb so großem dritten Trägheitsmoment ein ein viertel so großes fordert. In diesem Fall gibt es allerdings nur dann eine dritte physikalische Erhaltungsgröße, wenn der Drehimpuls in Richtung des Kraftfeldes anfänglich verschwindet. Diese Drehimpulskomponente ist eine Erhaltungsgröße und in diesem Fall daher dauerhaft null.